# Zoocosmius masoni
Zoocosmius masoni là một loài bọ cánh cứng trong họ Cerambycidae.